# Нанджару
Нанджару (груз. ნანჯარუ) — село в Грузії.
За даними перепису населення 2014 року в селі проживає 170 осіб.